# Кам'янське (Криворізький район)
Кам'янське́ — село в Україні, Криворізькому районі Дніпропетровської області. Населення — 33 мешканці. 

## Географія
Село Кам'янське розташоване на лівому березі річки Кам'янка, вище за течією на відстані 2 км розташоване село Новогригорівка, нижче за течією на відстані 3,5 км розташоване село Катеринівка (Апостолівський район), на протилежному березі — село Златоустівка.

## Населення

### Мова
Розподіл населення за рідною мовою за даними перепису 2001 року:
| Мова       | Відсоток |
| ---------- | -------- |
| українська | 90,9 %   |
| російська  | 9,1 %    |